# Pliešovská kotlina
Pliešovská kotlina je geomorfologický celek na středním Slovensku, součást oblasti Slovenské středohoří.

## Polohopis
Kotlinu z jihu ohraničuje Krupinská planina, ze západu Štiavnické vrchy, ze severu Kremnické vrchy a z východu Javorie. Pliešovská kotlina je dlouhá 20 km a široká od 2 do 5 km, přičemž zaujímá rozlohu 107 km². Nejvyšším bodem je vrch Hrádok (539,9 m), nejnižší bod leží v údolí řeky Neresnice (350 m), která protéká centrální částí kotliny.

## Osídlení
V kotlině leží tyto obce: Pliešovce, Sása, Bzovská Lehôtka, Babiná, Dobrá Niva, Podzámčok, Breziny, Bacúrov, Dubové, Ostrá Lúka a Budča.